# Джозеф Бенавідес
Джо́зеф Бенаві́дес (англ. Joseph Benavidez; *31 липня 184, Сан-Антоніо, Техас, США) — американський спортсмен, професійний боєць змішаного стилю. Екс-претендент на титул чемпіона світу у легшій та найлегшій вагових категоріях за версіями WEC та UFC у 2010, 2012 та 2013 роках. Тривалий час Бенавідес оцінюється як №2 у десятці найкращих бійців світу своєї вагової категорії, і посідає відповідне місце у рейтингах «Sherdog». У 2013 році Джозеф входив у десятку найкращих бійців світу незалежно від вагових категорій, будучи єдиним спортсменом у списку, хто не володів титулом чемпіона. Протягом кар'єри у змішаних єдиноборствах Бенавідес не завойовував чемпіонських титулів, попри те, що перемагав у рейтингових боях таких чемпіонів світу як Мігель Торрес, Едді Вайнленд, Іен МакКолл та Жус'єр да Сілва. За видовищні виступи у чемпіонатах WEC та UFC, Бенавідес нагороджувався преміями «Бій вечора», «Нокаут вечора» та «Підкорення вечора».

## Статистика в змішаних бойових мистецтвах
| Результат | Противник           | Вага     | Спосіб                                           | Раунд | Час  | Дата              | Місце                   | Подія                        | Примітки                                             |
| --------- | ------------------- | -------- | ------------------------------------------------ | ----- | ---- | ----------------- | ----------------------- | ---------------------------- | ---------------------------------------------------- |
| Поразка   | Демітріус Джонсон   | 52-57 кг | Нокаут (удар кулаком)                            | 1     | 2:08 | 14 грудня 2013    | Сакраменто, США         | «UFC on Fox 9»               | Бій за титул чемпіона у найлегшій ваговій категорії. |
| Перемога  | Жус'єр да Сілва     | 52-57 кг | Технічний нокаут (удар коліном і удари кулаками) | 1     | 3:07 | 4 вересня 2013    | Белу-Оризонті, Бразилія | «UFC Fight Night 28»         |                                                      |
| Перемога  | Деррен Уєнояма      | 52-57 кг | Нокаут (удар кулаком)                            | 2     | 4:50 | 20 квітня 2013    | Сан-Хосе, США           | «UFC on Fox 7»               |                                                      |
| Перемога  | Іен МакКолл         | 52-57 кг | Рішення суддів (одностайне)                      | 3     | 5:00 | 2 лютого 2013     | Лас-Вегас, США          | «UFC 156»                    |                                                      |
| Поразка   | Демітріус Джонсон   | 52-57 кг | Рішення суддів (роздільне)                       | 5     | 5:00 | 22 вересня 2012   | Торонто, Канада         | «UFC 152»                    | Бій за титул чемпіона у найлегшій ваговій категорії. |
| Перемога  | Ясухіро Урусітані   | 52-57 кг | Технічний нокаут (удари кулаками)                | 2     | 0:11 | 3 березня 2012    | Сідней, Австралія       | «UFC on FX 2»                | Нагороджений премією «Нокаут вечора».                |
| Перемога  | Едді Вайнленд       | 57-61 кг | Рішення суддів (одностайне)                      | 3     | 5:00 | 14 серпня 2011    | Мілвокі, США            | «UFC on Versus 5»            |                                                      |
| Перемога  | Іен Ловленд         | 57-61 кг | Рішення суддів (одностайне)                      | 3     | 5:00 | 19 березня 2011   | Ньюарк, США             | «UFC 128»                    |                                                      |
| Перемога  | Ваґнір Фабіану      | 57-61 кг | Підкорення (задушення руками)                    | 2     | 2:45 | 11 листопада 2010 | Лас-Вегас, США          | «WEC 52»                     |                                                      |
| Поразка   | Домінік Крус        | 57-61 кг | Рішення суддів (роздільне)                       | 5     | 5:00 | 18 серпня 2010    | Лас-Вегас, США          | «WEC 50»                     | Бій за титул чемпіона у легшій ваговій категорії.    |
| Перемога  | Мігель Торрес       | 57-61 кг | Підкорення (задушення руками)                    | 2     | 2:57 | 6 березня 2010    | Колумбус, США           | «WEC 47»                     | Нагороджений премією «Підкорення вечора».            |
| Перемога  | Рані Яйя            | 57-61 кг | Технічний нокаут (удари кулаками)                | 1     | 1:35 | 19 грудня 2009    | Лас-Вегас, США          | «WEC 45»                     |                                                      |
| Поразка   | Домінік Крус        | 57-61 кг | Рішення суддів (одностайне)                      | 3     | 5:00 | 9 серпня 2009     | Лас-Вегас, США          | «WEC 42»                     | Нагороджений премією «Бій вечора».                   |
| Перемога  | Джефф Карран        | 57-61 кг | Рішення суддів (одностайне)                      | 3     | 5:00 | 5 квітня 2009     | Чикаго, США             | «WEC 40»                     |                                                      |
| Перемога  | Деніел Мартінес     | 57-61 кг | Рішення суддів (одностайне)                      | 3     | 5:00 | 3 грудня 2008     | Лас-Вегас, США          | «WEC 37»                     |                                                      |
| Перемога  | Дзунья Кодо         | 61-66 кг | Підкорення (задушення руками)                    | 1     | 2:42 | 21 липня 2008     | Осака, Японія           | «Dream 5»                    |                                                      |
| Перемога  | Моріс Іейзел        | 57-61 кг | Підкорення (задушення руками)                    | 1     | 1:02 | 8 травня 2008     | Лемур, США              | «PFC 8»                      |                                                      |
| Перемога  | Джейсон Джорджианна | 57-61 кг | Підкорення (задушення руками)                    | 2     | 0:38 | 17 січня 2008     | Лемур, США              | «PFC 6»                      |                                                      |
| Перемога  | Рокі дель Монте     | 57-61 кг | Підкорення (задушення ногами)                    | 2     |      | 1 червня 2007     | Лейкпорт, США           | «Independent Event»          |                                                      |
| Перемога  | Карлос Ловіо        | 57-61 кг | Технічний нокаут (удари кулаками)                | 1     |      | 28 квітня 2007    | Окснард, США            | «Bring it On»                |                                                      |
| Перемога  | Джастін Смайтлі     | 57-61 кг | Технічний нокаут (рішення лікаря)                | 3     | 2:18 | 7 квітня 2007     | Стоктон, США            | «Warrior Cup 2»              |                                                      |
| Перемога  | Рамон Родрігес      | 57-61 кг | Підкорення (задушення ногами)                    | 2     | 2:33 | 14 жовтня 2006    | Колорадо-Спрингс, США   | «Border Warz»                |                                                      |
| Перемога  | Брендон Шелтон      | 57-61 кг | Підкорення (больовий прийом на руку)             | 2     |      | 3 червня 2006     | Мескалеро, США          | «Universal Fight Promotions» |                                                      |